# Roman Signer

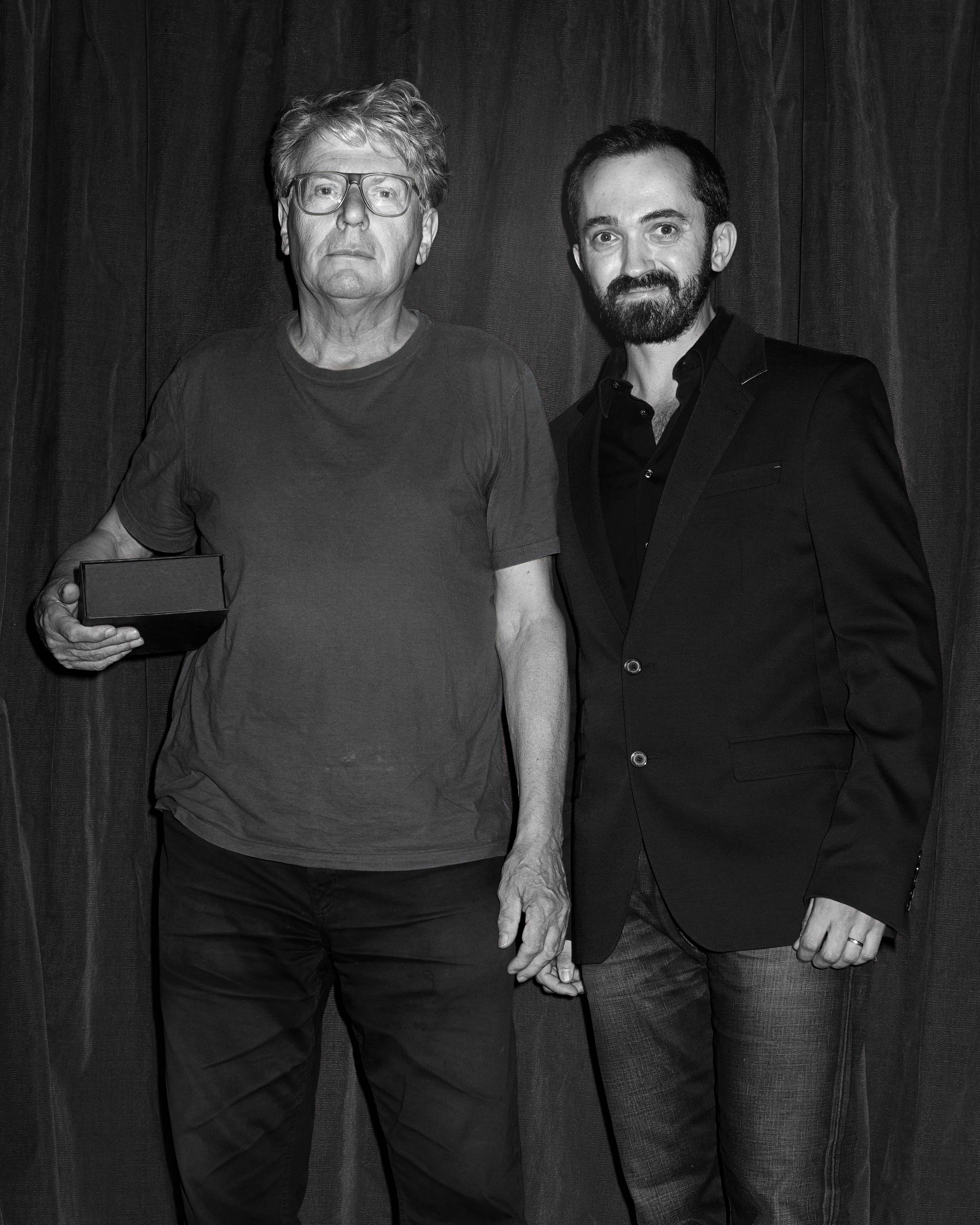
Roman Signer und Sébastien Planas, 2014

Roman Signer (* 19. Mai 1938 in Appenzell) ist ein Schweizer Bildhauer, Zeichner, Aktions-/Konzeptkünstler und Filmer. Er lebt und arbeitet in St. Gallen.

## Leben
Signer absolvierte eine Lehre als Hochbauzeichner und besuchte ab 1966 in Zürich und von 1969 bis 1971 in Luzern die Kunstgewerbeschulen. Von 1971 bis 1972 folgte ein Aufenthalt an der Kunstakademie in Warschau. Hier lernte er seine spätere Frau Aleksandra Rogowiec kennen. Seit 1972 arbeitet er als freischaffender Künstler in St. Gallen.
Von 1974 bis 1995 war er als Lehrer und Dozent an der Schule für Gestaltung in Luzern tätig. Ab 1973 folgten zahlreiche Ausstellungen in Galerien und Museen im In- und Ausland, seit 1981 Aktionen vor Publikum. Roman Signer gehört seit seinen Beteiligungen an der Documenta 8 in Kassel (1987 – Papierwand, Abschlussaktion der Documenta), der Ausstellung Skulptur.Projekte in Münster (1997) und der Biennale in Venedig (1999) zu den bedeutendsten europäischen Gegenwartskünstlern.

## Werk

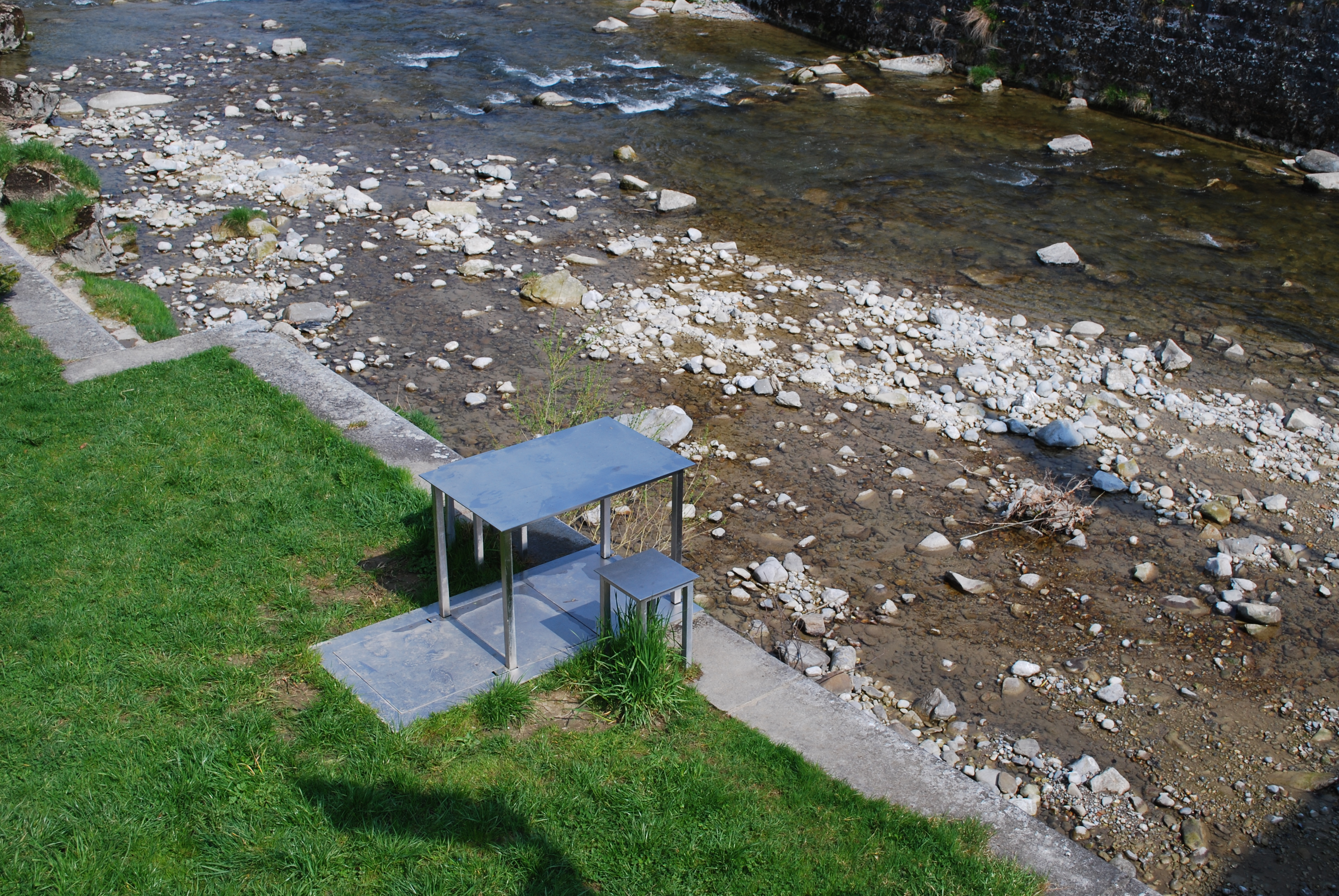
Signers Werk «Der Tisch» in Appenzell. Aus den dem Fluss zugewandten beiden Tischbeinen kann mit hohem Druck Wasser strömen, sodass der Tisch kopfüber auf den Rasen kippt.

Stiefelbrunnen im Petuelpark München
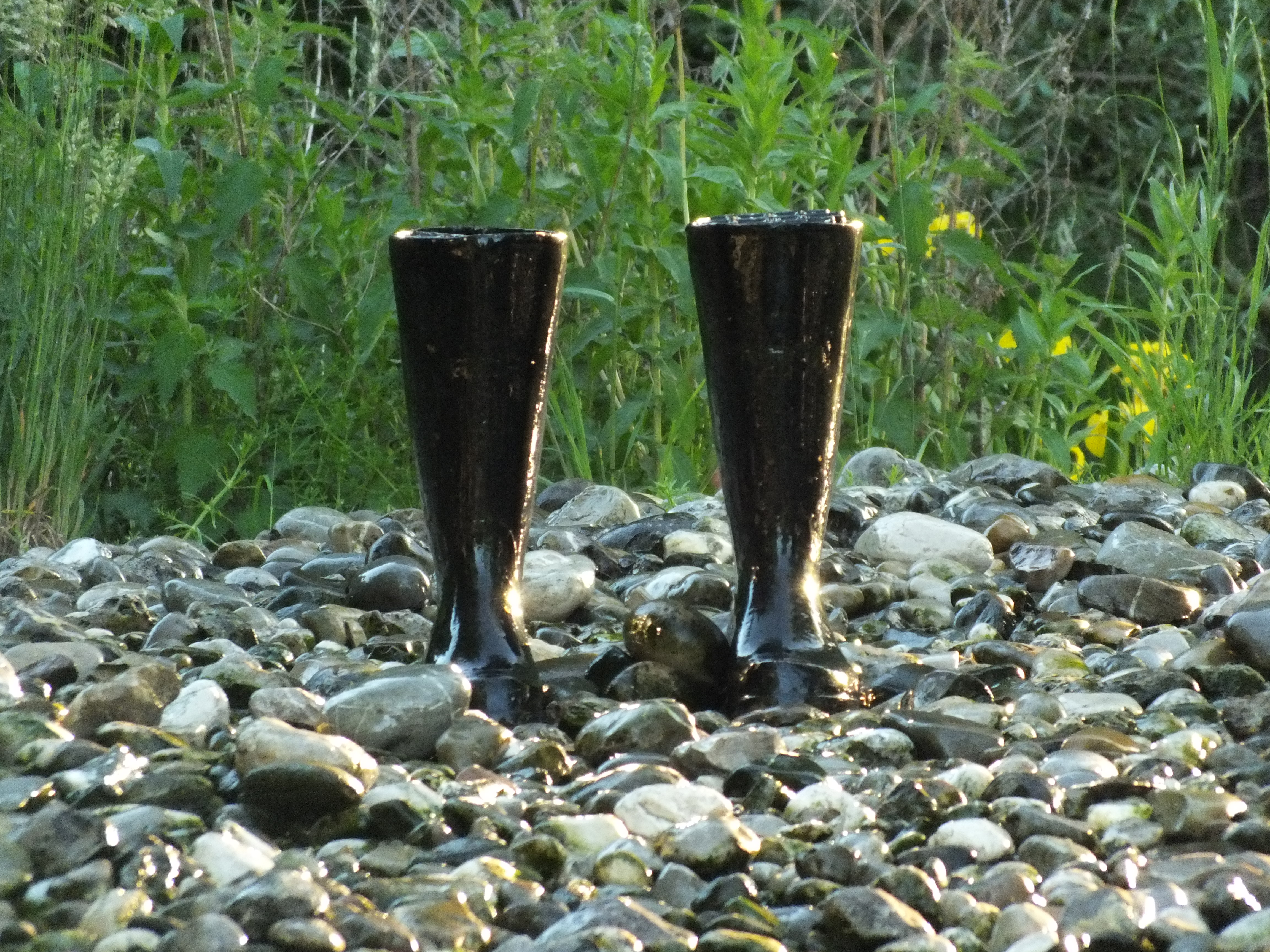
Stiefelbrunnen, München
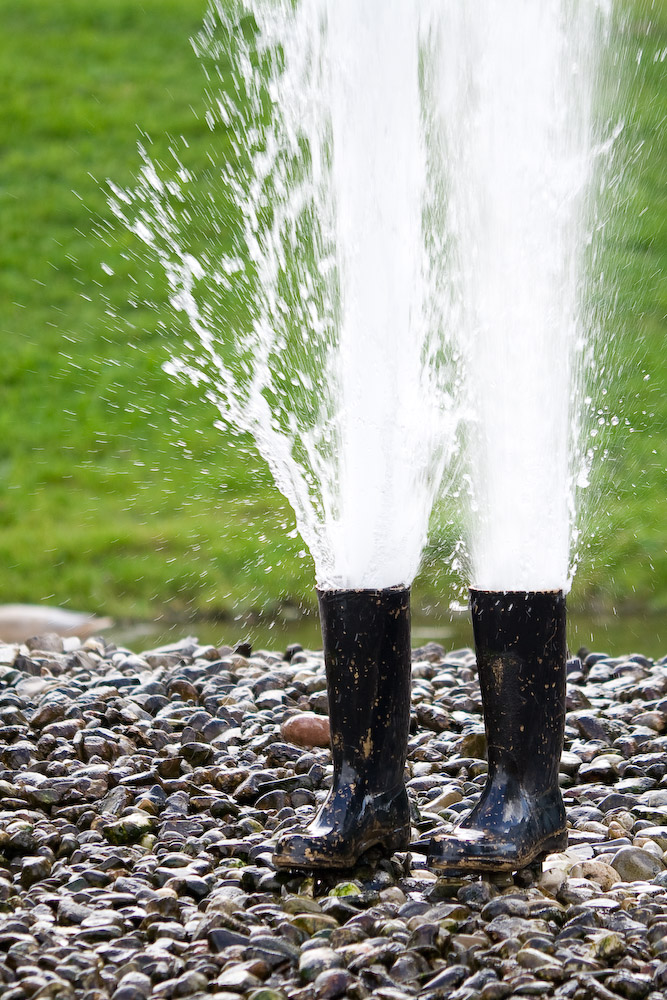
Stiefelbrunnen, Fontäne spritzend

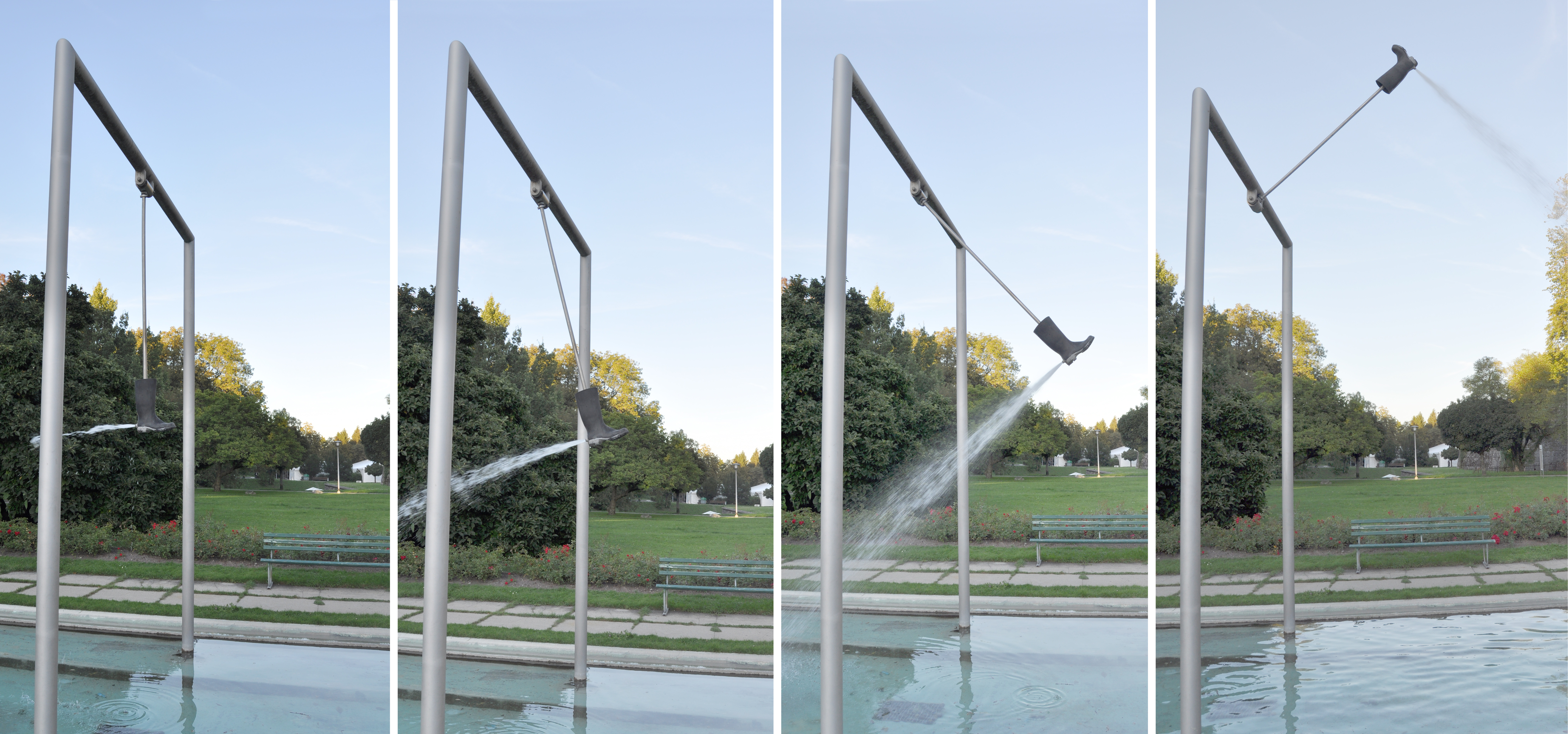
Stiefelbrunnen in Solothurn

Ausgangspunkt für Signers Schaffen bildet der Skulpturbegriff der sechziger Jahre, wie ihn Harald Szeemann in seiner legendären Ausstellung "When Attitudes Become Form" 1968 erstmals zur Diskussion gestellt hatte. Mit seinen Ereignissen und Installationen arbeitet der Künstler seit den 1970er Jahren an einer Neudefinition der Skulptur, bezieht Zeit, Beschleunigung und Veränderung mit in den skulpturalen Prozess ein und erkundet die Möglichkeiten des Mediums neu.
Einem grösseren Publikum durch spektakuläre Aktionen mit Dynamit bekannt, ist Transformation, Explosion und Sprengung nur eine Seite der künstlerischen Arbeit Roman Signers. Bereits in seinen frühesten Arbeiten ab 1971 – dem unrealisiert gebliebenen Warschau-Projekt (1972) oder dem Selbstbildnis aus Gewicht und Fallhöhe (1972) – zeichnet sich die Entstehung eines eigenwilligen Œuvres ab, das jedoch erst ab den 1990er-Jahren internationale Anerkennung fand.
An die Stelle klassischer skulpturaler Materialien treten in seinem Werk Sand, Wasser, Wind und einfache Gebrauchsgegenstände, wie Tische, Stühle, Fässer, Fahrräder, Kajaks oder auch kleine motorisierte Fahrzeuge, die gezielt komplexen Transformationsvorgängen oder explosiven Ereignissen ausgesetzt werden. Durch das Zusammenspiel von genauester Planung und unberechenbarem Zufall entstehen Installationen von Ästhetik und Poesie. Charakteristisch für das Schaffen des Künstlers ist eine Systematik, Präzision und Einfachheit der Mittel.
Einige von Signers Arbeiten zeichnen sich durch einen raumgreifenden Charakter aus, so die Aktion mit einer Zündschnur (1989): Vom 11. September bis zum 15. Oktober 1989 lässt der Künstler eine Zündschnur von seinem Geburtsort Appenzell an seinen heutigen Wohnort St. Gallen abbrennen und begleitet sie Tag und Nacht.
Gleichwohl versteht sich Signer als Bildhauer. „Ich habe vielleicht einen anderen Skulpturbegriff, der sich allmählich in meinen Aktionen entwickelt. Ich habe mich dabei immer als Bildhauer verstanden. Es geht immer um Probleme im Raum, das Geschehen im Raum, Zeitabläufe.“ (Gespräch mit Lutz Tittel, 1984)
Das Resultat sind oft vergängliche Arbeiten, die in Fotoserien, Film oder Videoaufnahmen dokumentiert werden. Diese Medien haben sich über die Jahre neben den vorbereitenden Skizzen und Zeichnungen zu eigenständigen Werksträngen innerhalb des Œuvres entwickelt und werden am Kunstmarkt gehandelt.

## Ausstellungen (Auswahl)

### Einzelausstellungen
- 2025 Kunsthalle Kunstmuseum Appenzell, Roman Signer, Filme, 14. Mai 2025 – 24. September 2025[1]
- 2025 Kunsthaus Zürich, Roman Signer. Landschaft, 4. April – 17. August 2025
- 2019 Schloss Montsoreau – Museum für zeitgenössische Kunst, Roman Signer[2]
- 2016 Centre de la Photographie, Genève/Genf, Roman Signer. Le Temps gelé / Die gefrorene Zeit, 16. September – 13. November 2016
- 2010 Graphische Sammlung der ETH Zürich, Roman Signer, Skizzen und Modelle
- 2009 Kunsthaus Zug, Roman Signer – Werke 1975-2007
- 2009 Hamburger Kunsthalle, Roman Signer – Projektionen. Filme und Videos 1975–2008
- 2008 Helmhaus, Zürich, Roman Signer: Projektionen. Filme und Videos 1975–2008
- 2008 Kunstraum Dornbirn, Installation. Unfall als Skulptur
- 2008 Rochester Art Center, Roman Signer: Works
- 2008 Hauser & Wirth London
- 2007 Hamburger Bahnhof – Museum für Gegenwart, Berlin, Roman Signer – Werke aus der Friedrich Christian Flick Collection
- 2007 The Fruitmarket Gallery, Roman Signer – Works
- 2006 Ludwig Forum für Internationale Kunst, Aachen, Roman Signer. Kunstpreis Aachen 2006
- 2006 Aargauer Kunsthaus, Aarau, Roman Signer – Reisefotos
- 2006 Centro Galego de Arte Contemporánea, Santiago de Compostela, Roman Signer. Esculturas e instalacións
- 1993–1994 Kunstmuseum St. Gallen, Roman Signer. Skulptur. Werkverzeichnis 1971 bis 1993
- 1992 Helmhaus Zürich, Roman Signer. Bilder aus Super-8-Filmen 1975 bis 1989
- 1988 Kunsthalle St. Gallen, Roman Signer
- 1981 Kunsthaus Zürich, Roman Signer. Arbeiten

### Gruppenausstellungen
- 2014 Georg-Kolbe-Museum, Berlin, Vanitas – Ewig ist eh nichts.[3]
- 2012 Kunsthalle Mainz, Attila Csörgö & Roman Signer

## Auszeichnungen
- 2010: Prix Meret Oppenheim
- 2008: Hugo Boss Prize
- 2008: Ernst-Franz-Vogelmann-Preis für zeitgenössische Skulptur, Heilbronn
- 2006: Kunstpreis Aachen
- 2004: Grosser Kulturpreis der St. Gallischen Kulturstiftung
- 1998: Konstanzer Kunstpreis
- 1998: Kulturpreis der Stadt St. Gallen[4]
- 1998: Kulturpreis Konstanz
- 1995: Kulturpreis Bregenz
- 1977: Eidgenössisches Kunststipendium (auch 1974 und 1972)
- 1972: Preis der Kiefer Hablitzel Stiftung

## Filme und Videodokumentationen
- 2025 Roman Signer – Die ideale Reisegeschwindigkeit – von Aufdi Aufdermauer & Karin Wegmüller
- 2006 Musikvideo zu „Horst“ der deutschen Hip-Hop Band Blumentopf – gestaltet von Peter Liechti aus Ausschnitten früherer Videos über Roman Signer
- 1999 Vulcanizzazione
- 1999 Biennale di Venezia – von Aufdi Aufdermauer und Aleksandra Signer
- 1997 Spazierstock Münster – von Aleksandra Signer
- 1997 Hut – von Aleksandra Signer
- 1996 Windmill – von Aleksandra Signer
- 1996 Kleine Ereignisse – von Aleksandra Signer
- 1995 Signers Koffer – Unterwegs mit Roman Signer – Film von Peter Liechti
- 1994 Arbeiten 1994–1996 – von Aleksandra Signer
- 1990 Aktion mit einer Zündschnur – Video von Peter Liechti
- 1987 Drei Kunst-Editionen zu Roman Signer – Video von Peter Liechti
- 1987 Tauwetter – Eau de Vie – Nice Weather – Video von Peter Liechti
- 1987 Documenta 8 – Aktion vor der Orangerie in Kassel – Video von Peter Liechti
- 1985 Senkrecht/Waagrecht – Experimentalfilm von Peter Liechti